# Chi Dơi quạ
Pteropus (tên tiếng Anh: Chi Dơi quạ) là một chi dơi thuộc họ cùng tên và phân bộ Dơi lớn. Chúng bao hàm những loài dơi có kích thước lớn nhất trên quả đất. Một số tên thông dụng khác của chúng là dơi ăn quả hay cáo bay. Chúng sống ở vùng nhiệt đới và cận nhiệt của châu Á (bao hàm cả Ấn Độ), Úc, Indonesia, các đảo ở vùng Đông Phi (nhưng không nằm ở trên lục địa châu Phi) và một số đảo trên Ấn Độ Dương và Thái Bình Dương. Có ít nhất 60 loài dơi nằm trong chi này.
Theo các nghiên cứu trên hóa thạch của tổ tiên xưa nhất của chi Dơi quạ, xem ra hình dáng của tổ tiên gần giống hệt như so với "hậu thế"; điểm khác biệt giữa chúng cho thấy sự thích nghi với sự bay của dơi cổ có khác với dơi hiện đại, tỉ như sự hiện diện của đuôi nhằm giữ thăng bằng. Loài dơi lớn cổ xưa nhất xuất hiện cách đây chừng 35 triệu năm, tuy nhiên trước đó có một "khoảng hở" lớn vì vậy tổ tiên chung thật sự của dòng họ dơi vẫn chưa được xác định chắc chắn.
Tất cả các loài dơi quạ chỉ sống nhờ mật hoa, phấn hoa và các loại hoa quả, vì vậy chúng chủ yếu phân bố ở vùng nhiệt đới. Chúng không có khả năng định vị bằng tiếng vọng như các loài dơi trong phân bộ Dơi nhỏ nhưng có tầm nhìn và thính giác rất tốt. Chúng có thể kiếm ăn trong khu vực bán kính lên tới 40 dặm. Khi tìm thấy thức ăn, tỉ như trái cây, chúng lao thẳng vào "mục tiêu" và dùng chân chụp lấy nó. Ngoài ra, dơi qua cũng có thể ăn trong khi đang treo mình ngược trên cành cây, sử dụng một trong hai chân sau hoặc móng tay của chân trước/cánh để kéo các hoa quả vào gần miệng.

## Tình trạng bảo tồn
Nhiều loài dơi quạ hiện nay đang bị đe dọa tuyệt chủng, nhất là vùng Thái Bình Dương nơi chúng bị săn bắt quá mức để lấy thịt. Ở quần đảo Mariana, thịt dơi được xem là một đặc sản và có tầm quan trọng lớn về mặt kinh tế. Vào năm 1989 tất cả các loài thuộc chi Dơi quạ đều được xếp vào phần Phụ lục II của Hiệp định Mậu dịch Quốc tế về các loài Động vật và Thực vật bị đe dọa (CITES). Phân loài P. hypomelanus maris  tại đảo Maldives được đánh giá là đang bị đe dọa do phân bổ bị hạn chế cũng như mức độ chọn lọc cao. Tuy nhiên việc săn bắn và buôn bán dơi quạ vẫn tiếp tục theo con đường bất hợp pháp hoặc bằng cách lách qua các khe hở của luật pháp - vốn được đánh giá là chưa đủ mạnh tay trong việc hạn chế nạn săn bắn. Nông dân và các điền chủ cũng tấn công dơi quạ vì chúng hay ăn quả trong các vườn cây của họ, và tại một số địa phương người dân tin rằng thịt dơi có thể chữa được hen suyễn. Các thiên địch của chúng ngoài con người còn có thể có chim săn mồi, rắn và một số động vật khác.
Loài Dơi quạ đeo kính bản địa ở Úc hiện đang bị đe dọa bởi loài ve Ixodes holocyclus vốn mang trong mình chất độc có thể gây tê liệt.

## Đặc điểm hình thái

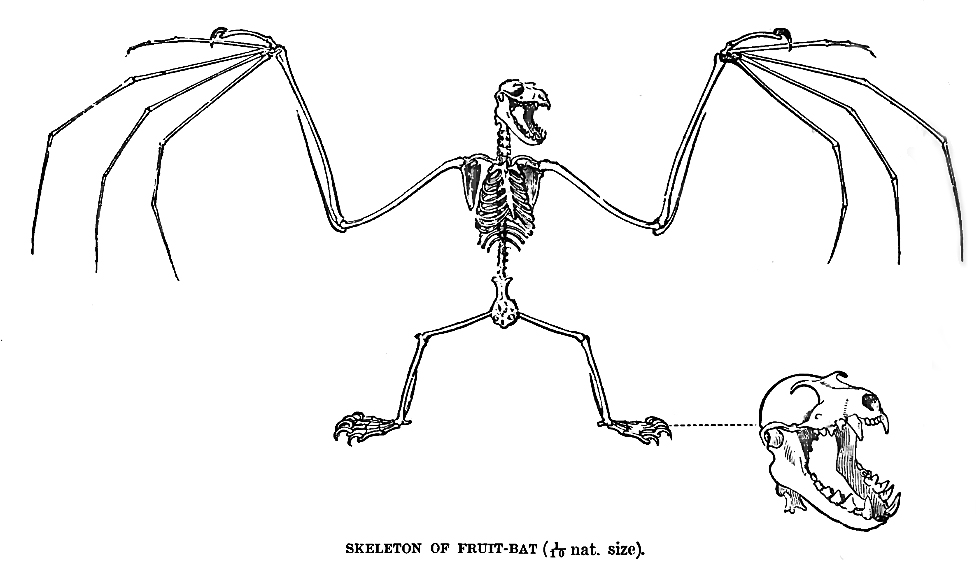
Hình vẽ bộ xương của Dơi quạ Ấn Độ Pteropus giganteus

Loài Dơi quạ lớn (P. vampyrus) được ghi nhận là thành viên to xác nhất trong chi Dơi quạ, tuy nhiên một số loài khác cũng có thể đạt được kích thước gần bằng nó. Sải cánh của dơi quạ lớn có chiều dài lên tới 1,5 m (4 ft 11 in) và cân nặng của năm cá thể dơi quạ lớn rơi vào khoảng 0,65–1,1 kg (1,4–2,4 lb). Một số cá thể có kích thước còn lớn hơn (1,6 kg (3,5 lb) và 1,45 kg (3,2 lb)) được ghi nhận nằm trong loài Dơi quạ Ấn Độ (P. giganteus) và Dơi quạ Bismarck (P. neohibernicus). Một số cá thể Dơi quạ râu quai nón đen (P. melanopogon) có kích thước khổng lồ và có thể là nặng nhấ trong toàn bộ Phân bộ Dơi lớn, tuy nhiên kích thước thật sự của loài này chựa được xác định rõ ràng. Tương tự, chưa có số liệu chính xác nào về sải cánh của dơi quạ Bismarck nào được ghi nhận, tuy nhiên, với chiều dài cẳng tay của chúng lên đến 206 mm (8,1 in), rất có khả năng sải cánh của chúng thậm chí còn lớn hơn cả loài Dơi quạ lớn (chiều dài cẳng tay 200 mm (7,9 in)). Đối với các loài dơi lớn nằm ngoài chi Dơi quạ, loài Dơi quạ khổng lồ mũ vàng (Acerodon jubatus) là thành viên duy nhất có kích thước vĩ đại tương tự.
Phần lớn các loài dơi quạ có kích thước nhỏ hơn nhiều và cân nặng không vượt quá 600 g (21 oz). Những thành viên nhỏ con nhất, loài Dơi quạ mang mặt nạ (P. personatus), Dơi quạ Temminck (P. temminckii), Dơi quạ Guam (P. tokudae) và Dơi quạ lùn (P. woodfordi) đều có cân nặng không quá 170 g (6,0 oz).
Dơi quạ có bộ lông dài, mượt với lớp lông lót dày và không có đuôi. Dung mạo của dơi quạ khá giống loài cáo với đôi tai nhỏ và mắt lớn, vì vậy chúng có cái tên "cáo bay". Con cái có hai vú nằm ở ngực. Hình dạng tai tương đối đơn giản (dài và nhọn) với phần viền ngoài liền mạch chứ không đứt rời như các thành viên thuộc phân bộ Dơi nhỏ. Móng chân có các ngón cong và sắc.

## Giả thuyết dơi quạ tiến hóa từlinh trưởng
Một số nhà khoa học cho rằng dơi quạ là hậu duệ của các loài linh trưởng chứ không phải của các loài dơi khác, và trong lịch sử tiến hóa khả năng bay của động vật có vú hình thành không chỉ một lần. Tuy nhiên phần lớn các nhà động vật học không đồng ý với thuyết này.

## Phân loài
Chi Dơi quạ Pteropus
- Nhóm P. alecto
  - Dơi quạ đen, Pteropus alecto

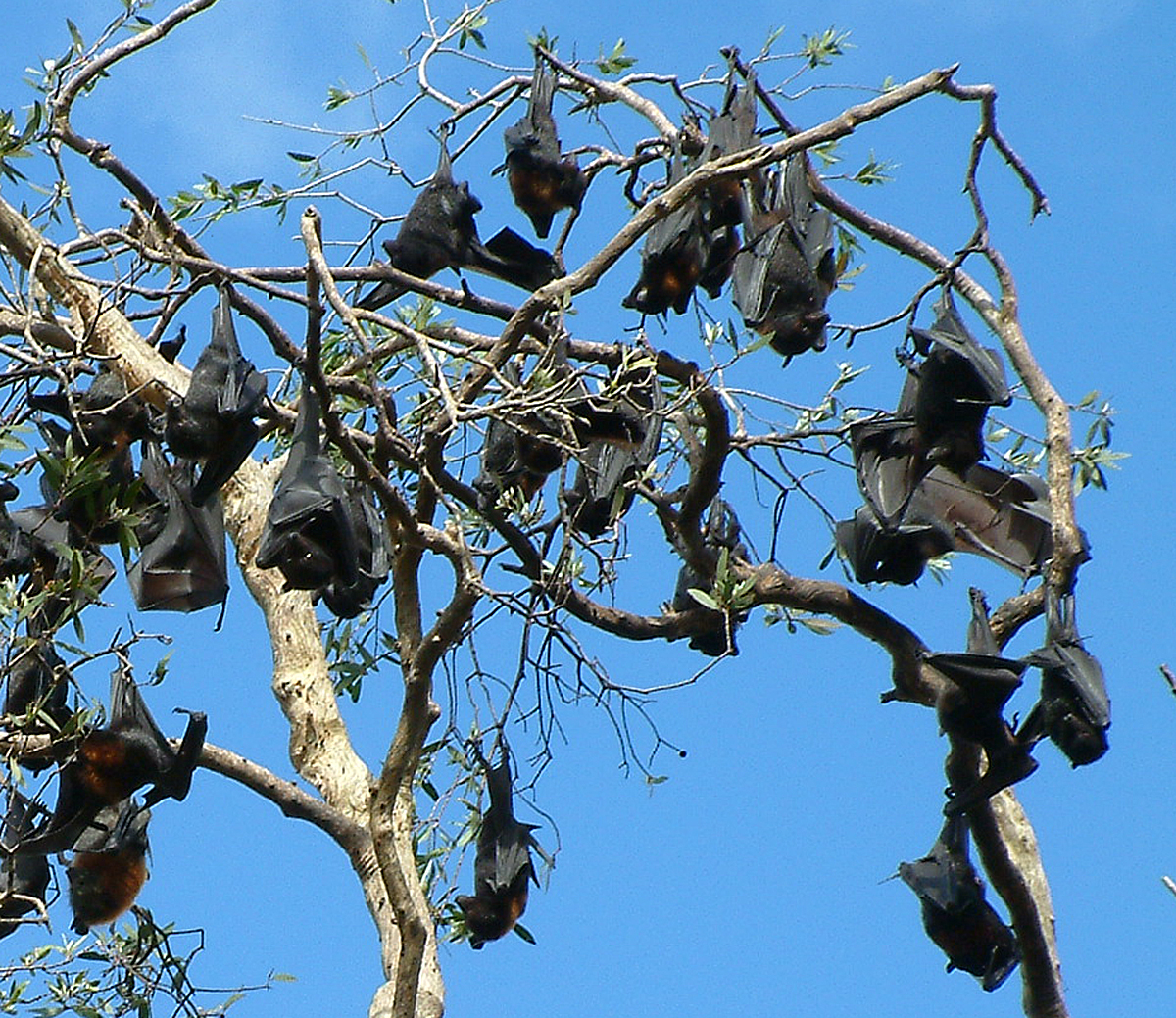
Dơi quạ đen Pteropus alecto

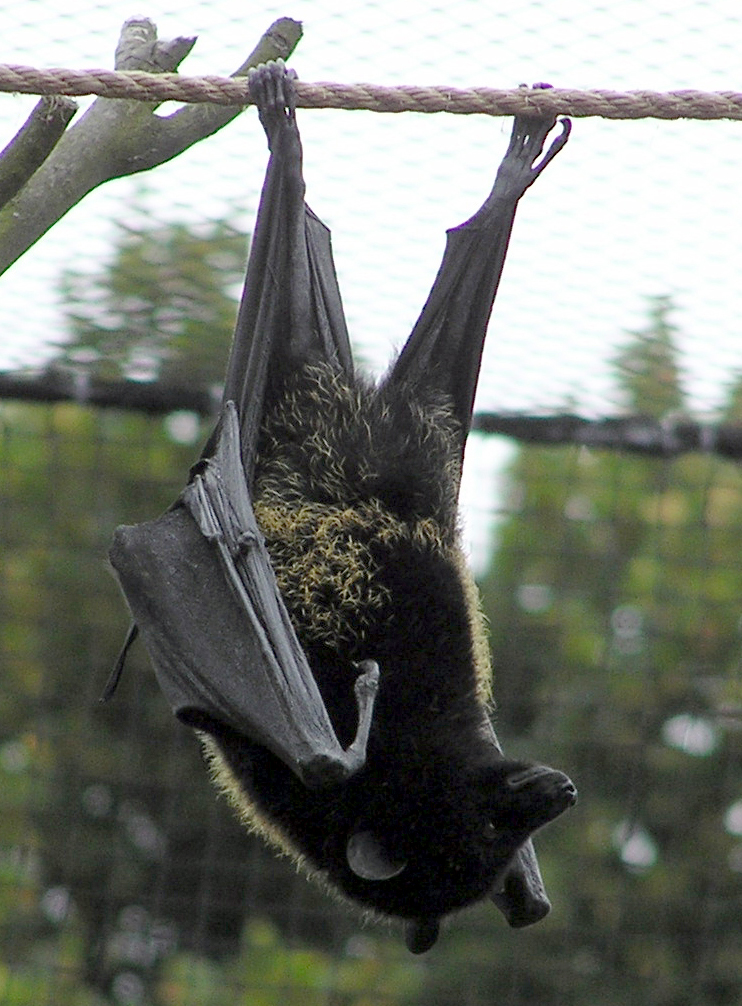
Dơi quạ Livingstone Pteropus livingstonii

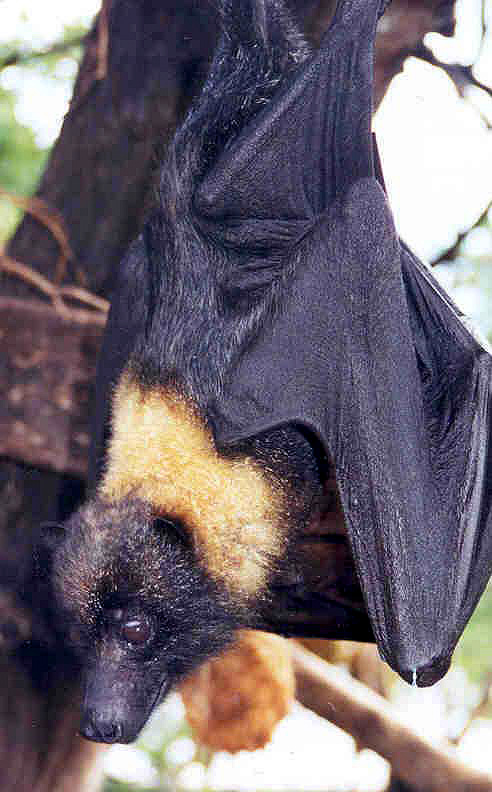
Dơi quạ Marianna Pteropus mariannus

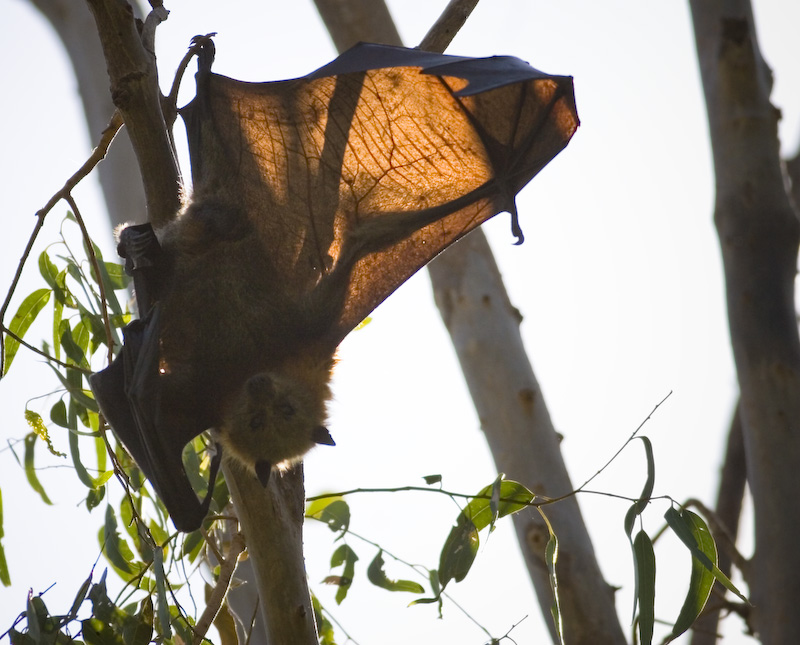
Dơi quạ đầu xám Pteropus poliocephalus ở Currumbin, Queensland, Úc

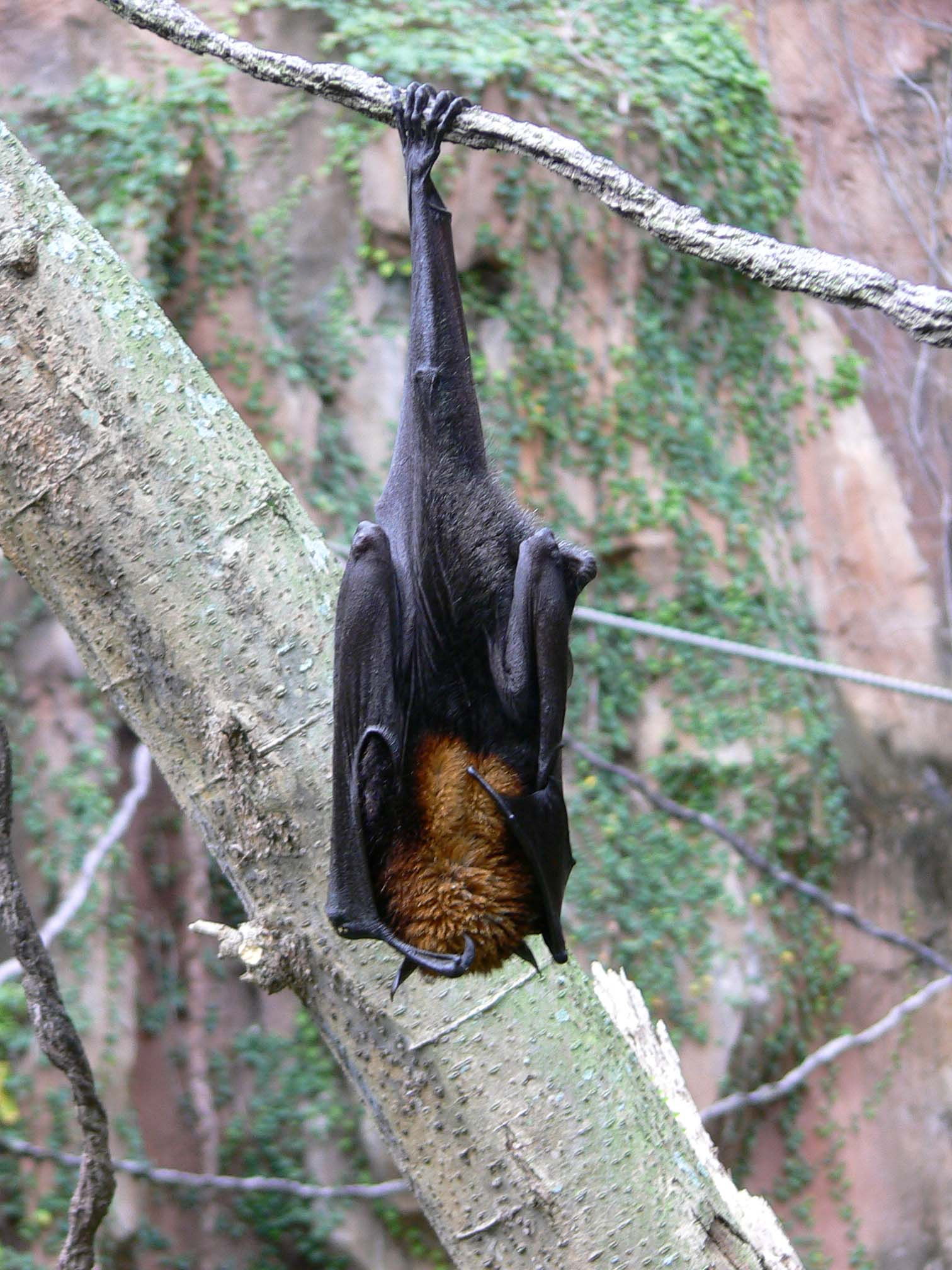
Dơi quạ lớn Pteropus vampyrus

    - Dơi quạ Torresia, một phân loài của Pteropus alecto, trước đây được xem là một loài riêng với danh pháp Pteropus banakrisi
- Nhóm P. caniceps
  - Dơi quạ đầu tro, Pteropus caniceps
- Nhóm P. chrysoproctus
  - Dơi quạ bạc, Pteropus argentatus
  - Dơi quạ Molucca, Pteropus chrysoproctus
  - Dơi quạ Makira, Pteropus cognatus
  - Dơi quạ Bank, Pteropus fundatus
  - Dơi quạ Solomon, Pteropus rayneri
  - Dơi quạ Rennell, Pteropus rennelli
- Nhóm P. conspicillatus
  - Dơi quạ đeo kính, Pteropus conspicillatus (extensive entry).
  - Dơi quạ Seram, Pteropus ocularis
- Nhóm P. livingstonii
  - Dơi quạ Aru, Pteropus aruensis
  - Dơi quạ Kei, Pteropus keyensis
  - Dơi quạ Livingstone, Pteropus livingstonii
  - Dơi quạ râu quai nón đen, Pteropus melanopogon
- Nhóm P. mariannus
  - Dơi quạ Okinawa, Pteropus loochoensis
  - Dơi quạ Mariana, Pteropus mariannus
  - Dơi quạ Pelew, Pteropus pelewensis
  - Dơi quạ Kosrae, Pteropus ualanus
  - Dơi quạ Yap, Pteropus yapensis
- Nhóm P. melanotus
  - Dơi quạ tai đen, Pteropus melanotus
- Nhóm P. molossinus
  - Dơi quạ Lombok, Pteropus lombocensis
  - Dơi quạ Caroline, Pteropus molossinus
  - Dơi quạ Rodrigues, Pteropus rodricensis
- Nhóm P. neohibernicus
  - Dơi quạ Bismarck, Pteropus neohibernicus
- Nhóm P. niger
  - Dơi quạ Aldabra, Pteropus aldabrensis
  - Dơi quạ Mauritia, Pteropus niger
  - Dơi quạ Madagasca, Pteropus rufus
  - Dơi quạ Seychelles, Pteropus seychellensis
  - Dơi quạ Pemba, Pteropus voeltzkowi
- Nhóm P. personatus
  - Dơi quạ mang mặt nạ Bismark, Pteropus capistratus
  - Dơi quạ mang mặt nạ, Pteropus personatus
  - Temminck's Flying Fox, Pteropus temminckii
- Nhóm P. poliocephalus
  - Dơi quạ tai to, Pteropus macrotis
  - Dơi quạ vịnh Geelvink, Pteropus pohlei
  - Dơi quạ đầu xám, Pteropus poliocephalus (extensive entry.)
- Nhóm P. pselaphon
  - Dơi quạ Chuuk, Pteropus insularis
  - Dơi quạ Temotu, Pteropus nitendiensis
  - Dơi quạ Palau lớn, Pteropus pilosus (thế kỷ 19 †)
  - Dơi quạ Bonin, Pteropus pselaphon
  - Dơi quạ Guam, Pteropus tokudae (thập niên 1970 †)
  - Dơi quạ Insular, Pteropus tonganus
  - Dơi quạ Vanikoro, Pteropus tuberculatus (†? đầu thế kỷ 20)
  - Dơi quạ Tân Caledonia, Pteropus vetulus
- Nhóm P. samoensis
  - Dơi quạ Vanuatu, Pteropus anetianus
  - Dơi quạ Samoa, Pteropus samoensis
- Nhóm P. scapulatus
  - Dơi quạ Gilliard, Pteropus gilliardorum
  - Dơi quạ Sanborn hay Dơi quạ nhỏ, Pteropus mahaganus
  - Dơi quạ đỏ nhỏ, Pteropus scapulatus
  - Dơi quạ lùn, Pteropus woodfordi
- Nhóm P. subniger
  - Dơi quạ Admiralty, Pteropus admiralitatum
  - Dơi quạ Dusky, Pteropus brunneus (thế kỷ 19 †)
  - Dơi quạ Ryukyu, Pteropus dasymallus
  - Dơi quạ Nicobar, Pteropus faunulus
  - Dơi quạ xám, Pteropus griseus
  - Dơi quạ Ontong Java, Pteropus howensis
  - Dơi quạ nhỏ, Pteropus hypomelanus
  - Dơi quạ lộng lẫy, Pteropus ornatus
  - Dơi quạ áo choàng vàng nhỏ, Pteropus pumilus
  - Dơi quạ xám Philippines, Pteropus speciosus
  - Dơi quạ nhỏ Mauritia, Pteropus subniger (thế kỷ 19 †)
- Nhóm P. vampyrus
  - Dơi quạ Ấn Độ, Pteropus giganteus
  - Dơi quạ Andersen, Pteropus intermedius
  - Dơi quạ Lyle, Pteropus lylei
  - Dơi quạ lớn, Pteropus vampyrus
- incertae sedis
  - Dơi quạ Samoa nhỏ, Pteropus allenorum (thế kỷ 19 †)
  - Dơi quạ Samoa lớn, Pteropus coxi (thế kỷ 19 †)

†: đã tuyệt chủng

## Hình ảnh

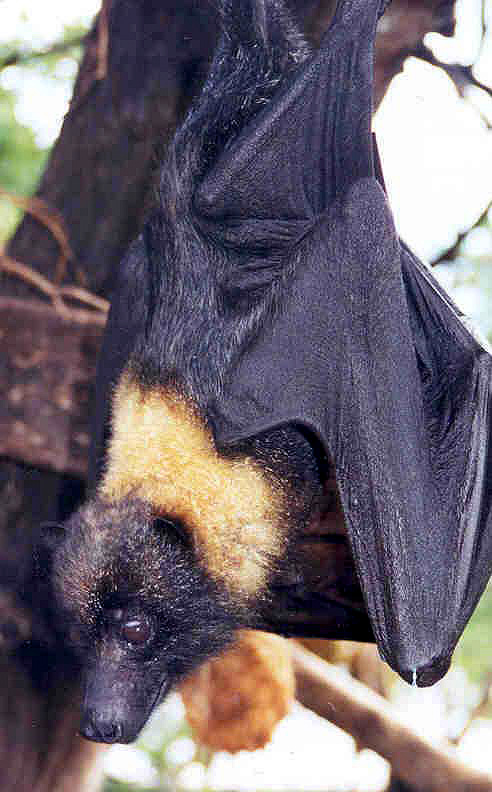
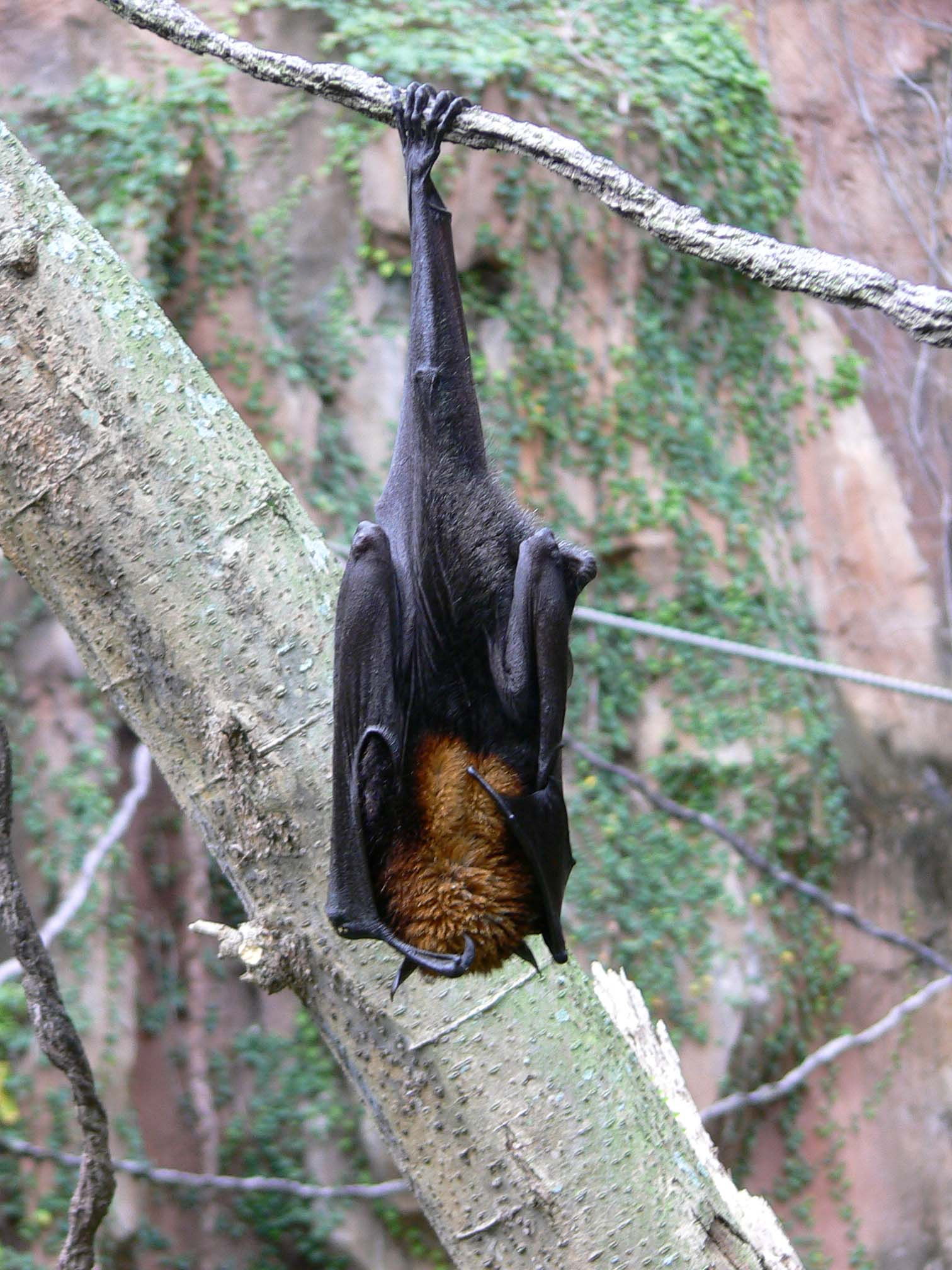
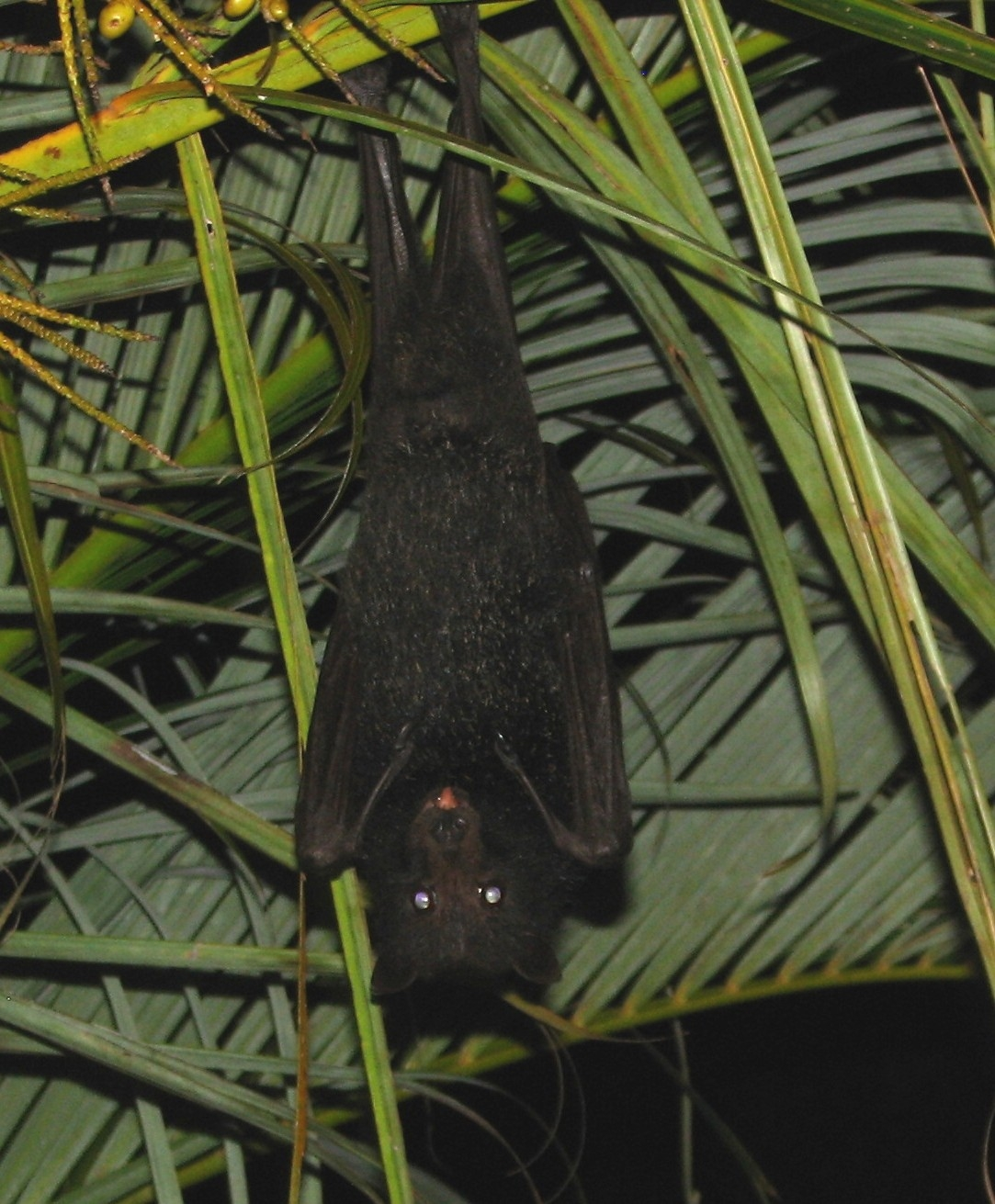
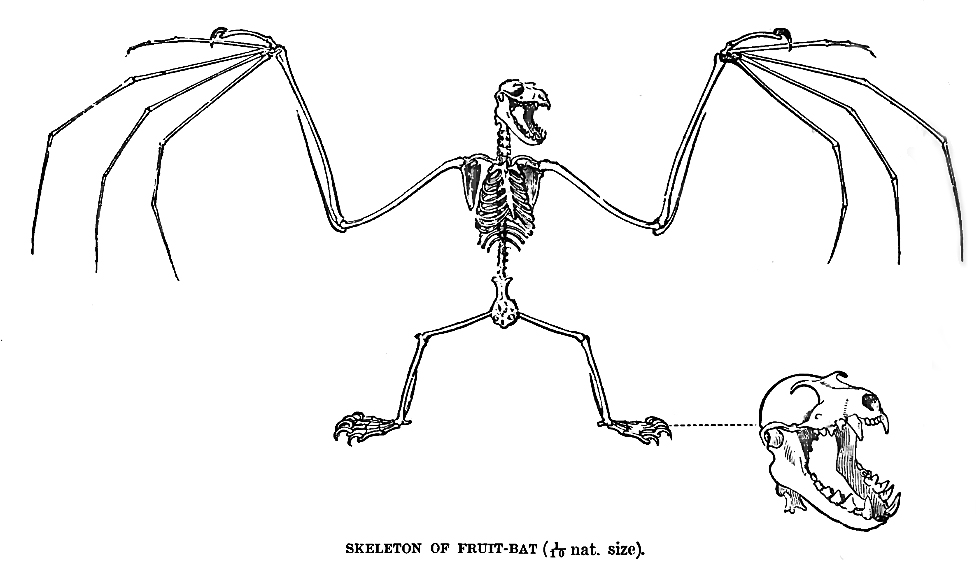
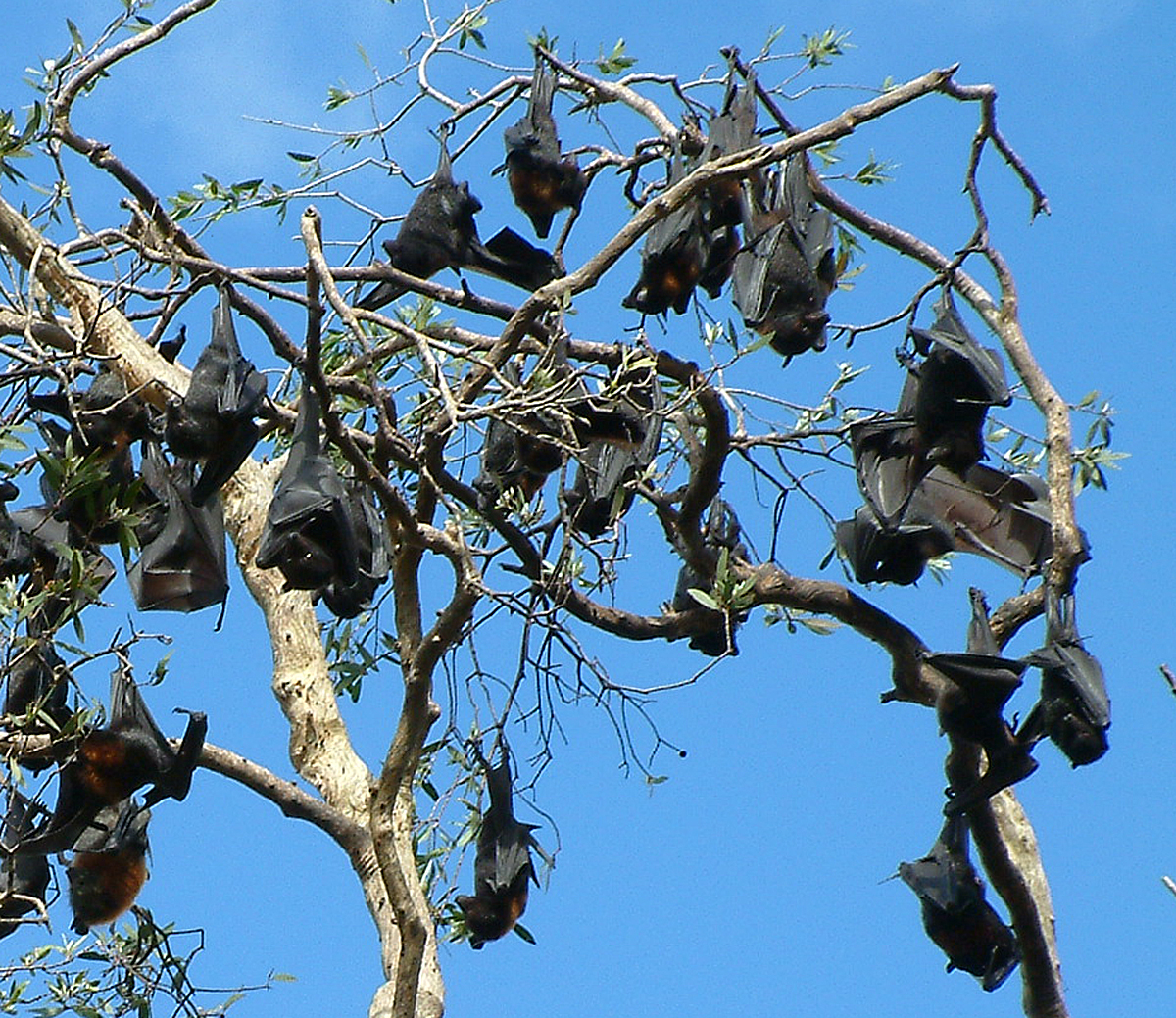
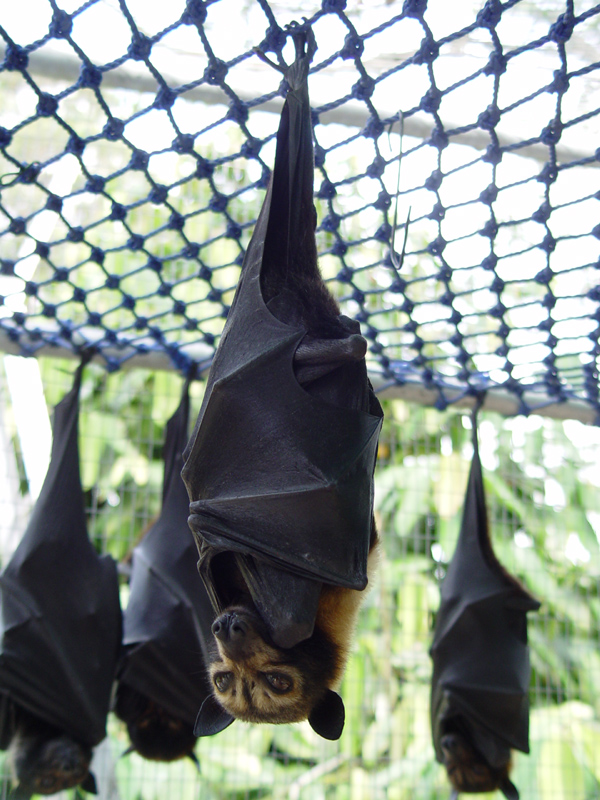
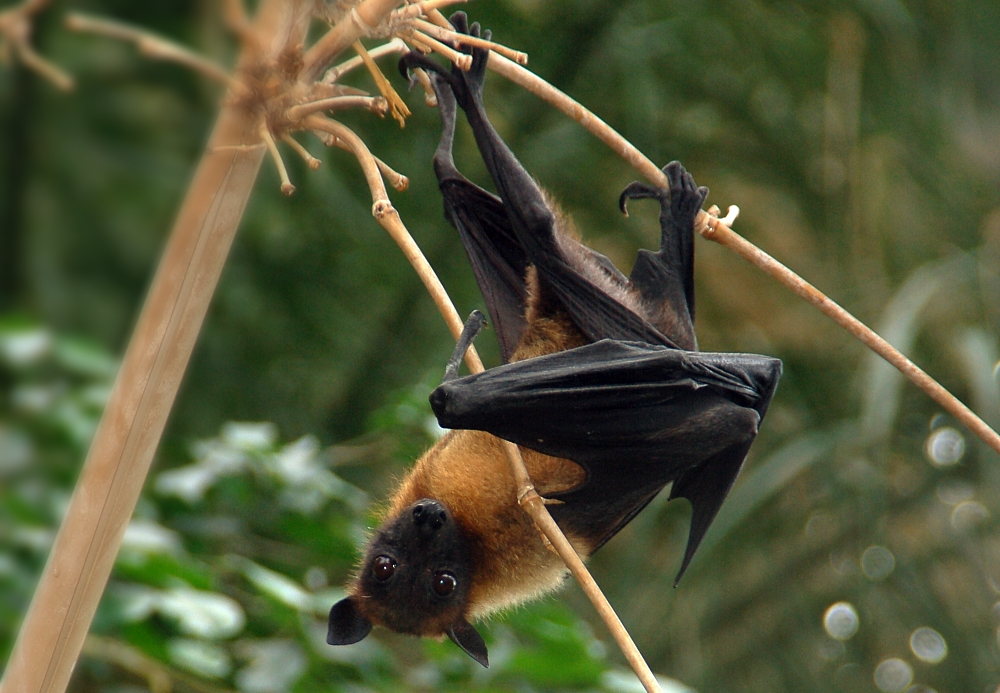
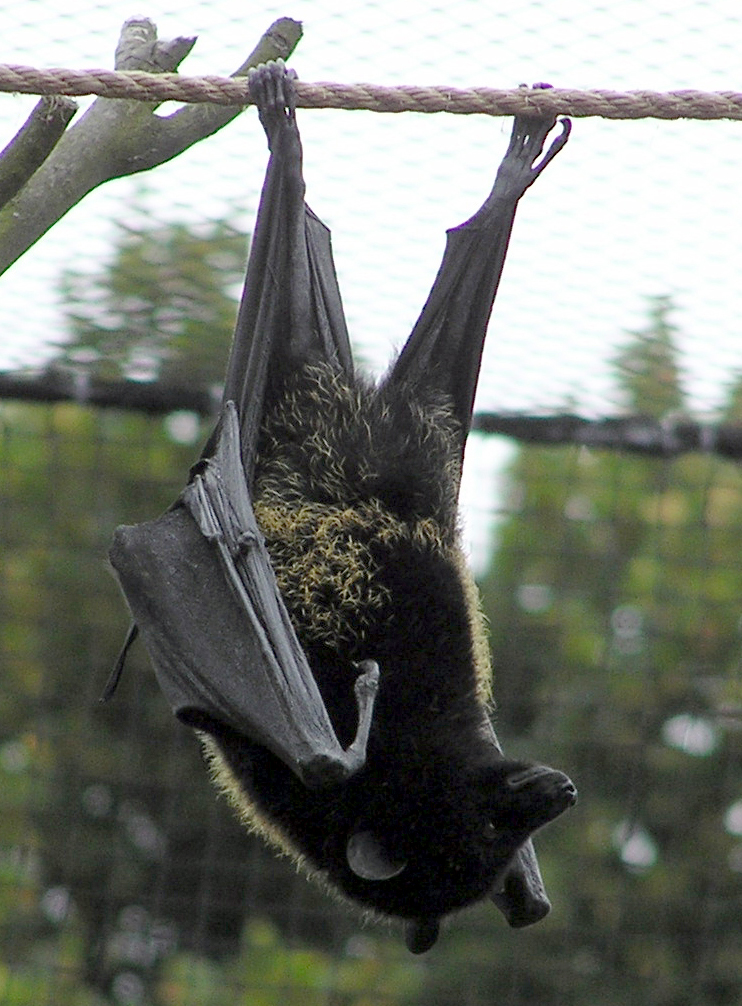